# Henry Gullett
Sir Henry Somer Gullett KCMG (26 de março de 1878 - 13 de agosto de 1940), conhecido como Harry Gullett, foi um jornalista, historiador militar e político australiano. Ele foi correspondente de guerra durante a Primeira Guerra Mundial e co-autor da história oficial do envolvimento da Austrália na guerra. Mais tarde, ele serviu no parlamento federal de 1925 a 1940 e ocupou um cargo ministerial sénior.